# Pichler (Künstlerfamilie)

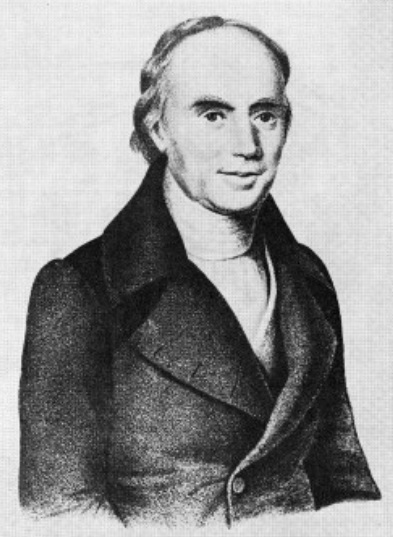
August Pichler (1771–1856)

Die Künstlerfamilie Pichler war eine aus Österreich stammende, später überwiegend in Norddeutschland aktive Schauspielerfamilie des 19. Jahrhunderts und bestand aus folgenden Personen:
- August Pichler (* 1771 in Wien; † 1856 in Berlin), Theaterschauspieler und -direktor
  - Franz Pichler (* 1804 in Ulm; † 1873 in Osnabrück), Theaterschauspieler
  - Wilhelmine Berger geb. Pichler (1805–1837), Theaterschauspielerin
  - Henriette Pichler (1819–nach 1855), Theaterschauspielerin
  - August Pichler (* 1817 in Hannover; † 1888 in Pyrmont), Theaterschauspieler
  - Anton Pichler (1812–1886), Theaterschauspieler

Siehe auch
- Liste bekannter Schauspielerfamilien